# Diaspora japonaise
 (février 2009).
Si vous disposez d'ouvrages ou d'articles de référence ou si vous connaissez des sites web de qualité traitant du thème abordé ici, merci de compléter l'article en donnant les références utiles à sa vérifiabilité et en les liant à la section « Notes et références ».
La diaspora japonaise constitue la population japonaise ayant émigré à travers le monde ainsi que leurs descendants. Ils sont appelés nikkeijin (日系人, littéralement « personnes d'origine japonaise »),.

## Histoire
En 1880, le premier contingent de main-d'œuvre japonaise (36 personnes) est envoyé en Australie. En 1884 et 1886, deux contingents sont envoyés à Hawaï (945 et 926 personnes), pour la canne à sucre.
Les composantes les plus importantes de la diaspora japonaise sont fixées au Brésil et aux États-Unis, pays peuplés par des immigrants japonais depuis la première moitié du XXe siècle.
Dans les années 1990 et 2000, le Japon a incité des anciens immigrants japonais du Brésil à revenir au pays (出稼ぎ, dekasegi, lit. « sortis pour gagner de l'argent »). Cette main d'œuvre non qualifiée devait pallier les faibles classes d'âge pour les travaux non qualifiés. Entre 1990 et 2008, le nombre de ces nikkeijin est passé de 4 000 à 316 000. Ils ont été les premiers sacrifiés de la Crise économique mondiale des années 2008 et suivantes.
En 2009, on comptabilisait 1 132 000 Japonais vivant à l'étranger contre 1 293 565 Japonais en 2023, avec dans l'ordre :
- États-Unis : 414 616
- République populaire de Chine : 101 786
- Australie : 99 830
- Canada : 75 112
- Thaïlande : 72 308
- Royaume-Uni : 64 970
- Brésil : 46 902
- Corée du Sud : 42 547
- Allemagne : 42 079
- France : 36 204
- Singapour : 31 666
- Taïwan : 21 102

## En Amérique

### Brésil
Il existe une importante communauté japonaise au Brésil que l'on retrouve particulièrement dans l'activité maraichère. La première génération Issei rêvait de faire fortune et de revenir au Japon, alors que la deuxième génération Nisei, née au Brésil, avait le Brésil comme patrie, et avait presque le monopole de la culture maraîchère et du commerce des fruits et légumes dans l'État de São Paulo. La troisième génération Sansei. Il y a aujourd'hui entre 1,3 et 1,5 million d'habitants d'origine japonaise au Brésil. Liberdade, un quartier de São Paulo est la plus grande communauté japonaise au monde, hors du Japon.

### Canada
Au Canada, des Japonais immigrèrent principalement en Colombie-Britannique sur la côte Pacifique. À l’imitation des États-Unis lors de la Seconde Guerre mondiale, des camps d'internement furent créés pour les populations d'origine japonaise et durèrent jusqu'en 1949, des enfants nés au Canada étaient même déportés au Japon.

### États-Unis
Les Nippo-Américains sont la troisième plus grande communauté asiatique aux États-Unis. Selon le bureau de recensement américain, ils étaient en 2007 1 221 773 soit 0,4 % de la population des États-Unis, incluant les personnes se déclarant d'origines mixtes. Les principales communautés se trouvent en Californie (394 896), Hawaï (296 674), État de Washington (56 210), État de New York (45 237) et Illinois (27 702). Chaque année 7 000 nouveaux migrants japonais entrent aux États-Unis mais il est difficile d'établir un solde migratoire précis car un certain nombre de personnes âgées nippo-américaines retournent au Japon.

### Pérou
En 1897, les gouvernements japonais et péruvien conviennent d’ouvrir la région côtière du Pérou à l’installation d’agriculteurs japonais. Les premiers immigrés japonais débarquent en 1899. Par la suite, des milliers de Japonais se sont installés au Pérou, ainsi l'ancien président Alberto Fujimori est un descendant de l'immigration japonaise des années 1930. Ses parents avaient immigré au Pérou en 1934 et sa naissance fut déclarée au consul japonais de Lima pour qu'il conserve la nationalité japonaise.

## En Océanie

### Australie
En 1880, le premier contingent de main-d'œuvre japonaise (36 personnes) est envoyé en Australie.

### Hawaï (États-Unis)
En 1884 et 1886, deux contingents sont envoyés à Hawaï (945 et 926 personnes), pour la canne à sucre.

### Nouvelle-Calédonie (France)
En 1890, le sous-directeur Billinger de la société Le Nickel demande au consulat du Japon à Hong-Kong d'employer 600 Japonais dans les mines de nickel de Nouvelle-Calédonie (France). Le Ministre plénipotentiaire de France à Tokyo, M. Sienkiewicz, fait une demande parallèle au Ministère japonais des Affaires Étrangères (Aoki Shîzô), qui refuse (conditions de vie et de travail, déportation...). Le Consul du Japon à Tché-Fou (Chine) signale en mai 1891 que la France recrute en Chine, ce qui relance les négociations. Le nouveau ministre, Enomoto Takeaki (1836-1908) donne l'autorisation : société d'émigration, encouragement à l'émigration... Le 6 janvier 1892, les 600 premiers émigrants japonais quittent Nagasaki, avec un surveillant général, un médecin-surveillant, et trois interprètes, et 228 tonnes (dont du matériel de cuisine, et six mois de nourriture).
Après un voyage de 19 jours et de 7 000 km, ils débarquent à Thio, et sont répartis sur les mines Pauline, Toumourou, Meh. L'agitation entraîne une enquête japonaise de quatre mois (Senda Ichijuro). Sur 599 débarqués, 97 seulement terminent leur contrat de 5 ans : 20 retournent au Japon en 1892, 119 en 1893, 340 en 1894. Certains restent en Nouvelle-Calédonie.
L'émigration japonaise est à nouveau autorisée le 29 août 1896. En 1900 et 1901, 1 208 émigrants embarquent à Kobé. Les historiens sont bien renseignés sur les salaires mensuels, les paiements en nature (nourriture, vêtements, logement, soins médicaux), et les montants envoyés aux familles. Mais aussi sur les désertions. Les rapports avec les indonésiens et les kanaks sont estimés très bons. La reprise des affaires a lieu en 1911 : les 111 derniers émigrés japonais sous contrat collectif. Au total, 5 575 Japonais ont émigré depuis 1892.
La première guerre mondiale pose vite problème. Dès novembre 1914, des rapatriements ont lieu par bateau militaire.
De 1920 à 1940, peu d'émigrés libres viennent du Japon en Nouvelle-Calédonie, d'autant que la colonie exige à l'arrivée une caution équivalant au prix du voyage de retour. Le nombre de résidents japonais déclarés reste élevé : 1 870 en 1911, 2 896 en 1916, 2 595 en 1918, 1 430 en 1938, 1 195 en 1939. Les emplois sont variés : commerce, agriculture, café, pêche, services divers. Pour ces 1 144 hommes et 51 femmes (dont 20% en couple, légitime ou illégitime), un consulat du Japon est installé à Nouméa. Seo Akira et quelques autres fondent des sociétés, Compagnie Minière de Nouvelle-Calédonie (Tokyo), Le Fer (Nouméa), et lancent l'exploitation de la mine de Goro.
Dès décembre 1941, les Japonais sont regroupés, détenus à Nouville, dessaisis de leurs biens, transférés en Australie, retenus en camps (Loveday Camp 14 (en), Tatura, Hay), puis rapatriés pour certains (1942, mais surtout en 1946), les autres repartant au Japon. Lors de cette déportation, les gens qui étaient à la fois kanak et japonais ont posé des difficultés de classification aux puissances françaises.
Les cimetières de Nouméa, Yaté (Goro), Koné, Koumac, Hinghèen, Thio, contiennent de nombreuses tombes japonaises.
Divers survivants sont revenus en Nouvelle-Calédonie, par exemple à Nouméa, Paagoumène et Ponérihouen.
En mai 1973, le prince héritier Akihito et la princesse Michiko, en visite officielle en Nouvelle-Calédonie, ont rendu hommage à leurs compatriotes.

## En Europe

### France
En 2017, plus de  40 000 Japonais vivaient en France, contre 25 000 en 2000, et 15 000 en 1990. La moitié d'entre eux vivrait en Ile-de-France et fréquente régulièrement le quartier japonais de Paris situé autour de la rue Sainte-Anne dans les 1er et 2e arrondissements, près de l'opéra Garnier. Le premier restaurant japonais du quartier, Takara, fut ouvert en 1963, rue Molière, par Takumi Ashibe.